# Waduk Darma
Waduk Darma är en sjö i Indonesien.   Den ligger i provinsen Jawa Barat, i den västra delen av landet, 190 km sydost om huvudstaden Jakarta. Waduk Darma ligger 703 meter över havet. Arean är 3,4 kvadratkilometer.I omgivningarna runt Waduk Darma växer i huvudsak städsegrön lövskog. Den sträcker sig 2,9 kilometer i nord-sydlig riktning, och 2,1 kilometer i öst-västlig riktning.